# Gisela Fischer (Schauspielerin, 1929)
Gisela Angelica (Bermann) Fischer (später Braun) (* 21. April 1929 in Berlin; † 19. Juni 2014 in Zürich) war eine deutsch-schweizerische Schauspielerin.
Fischer war die Tochter des Verlegers Gottfried Bermann und von Brigitte Fischer, der Tochter des Verlegers Samuel Fischer. Gisela Bermann-Fischer (Kosename: „Gisi“) besuchte das Sarah Lawrence College in den USA. Sie hat eine Tochter. Fischer war eine Zeit lang mit dem Schauspieler Pinkas Braun verheiratet, dessen Namen sie und ihre Tochter Deborah annahmen. Ab Mitte der 1980er Jahre arbeitete sie bis ins hohe Alter als Kinder- und Jugendpsychologin in Zürich.
Ein Gerichtsstreit, in dem es um das 1938 von den Nationalsozialisten beschlagnahmte Gemälde Le quai malaquais von Camille Pissarro (siehe auch Raubkunst), das sich im Besitz ihrer Familie befand, ging, wurde 2009 zu Gunsten ihrer Familie entschieden. Dieser Prozess kostete Fischer nach eigener Aussage sehr viel Kraft.

## Filmografie

### Kino
- 1960: Brücke des Schicksals, Regie: Michael Kehlmann
- 1961: Schwarzer Kies, Regie: Helmut Käutner
- 1961: Frau Cheneys Ende, Regie: Franz Josef Wild
- 1966: Der zerrissene Vorhang (Torn Curtain), Regie: Alfred Hitchcock
- 1970: Piggies, Regie: Peter Zadek
- 1970: Die Weibchen, Regie: Zbyněk Brynych
- 1973: Die Sachverständigen, Regie: Norbert Kückelmann

### Fernsehen
- 1959: Land, das meine Sprache spricht, Regie: Michael Kehlmann
- 1960: Eine Geschichte aus Soho – Instinkt ist alles, Regie Wilm ten Haaf
- 1963: Das Kriminalmuseum: Die Frau im Nerz, Regie: Wolfgang Becker
- 1970: Der Kommissar – Der Papierblumenmörder, Regie: Zbyněk Brynych
- 1973: Ein Fall für Männdli: Lange Finger, Regie: Wolf Dietrich
- 1974: Der Scheck heiligt die Mittel, Regie: Peter Schulze-Rohr
- 1978: Tagebuch des Verführers, Regie: Michael Hild
- 1981: Derrick – Eine ganz alte Geschichte, Regie: Zbyněk Brynych
- 1985: Ein Heim für Tiere – Folge 1: Mikki, Regie: Kai Borsche
- 1985: Ein Heim für Tiere – Folge 4: Caesar, Regie: Kai Borsche
- 1986: Ein Heim für Tiere – Folge 16: Ein relativ kleines Unglück, Regie: Kai Borsche
- 1986: Ein Heim für Tiere – Folge 20: Ein Unglück kommt selten allein, Regie: Kai Borsche
- 1987: Ossegg oder Die Wahrheit über Hänsel und Gretel, Regie: Thees Klahn